# Angiopteris itoi
Angiopteris itoi är en kärlväxtart som först beskrevs av Shieh, och fick sitt nu gällande namn av J.M.Camus. Angiopteris itoi ingår i släktet Angiopteris och familjen Marattiaceae. Inga underarter finns listade i Catalogue of Life.